# Slashdot
Slashdot (Слэшдот или /.) — англоязычный новостной сайт, специализирующийся на технических и интересных технической аудитории темах. Большая часть материалов присылается самими читателями и публикуется после проверки редакцией. Название «Slashdot» выбрано основателями сайта как пародия на URL, сбивающая с толку тех, кто пытается произнести по словам название сайта («h-t-t-p-colon-slash-slash-slashdot-dot-org»).
Slashdot также предлагает каталог сравнения бизнес-программного обеспечения, который является одним из крупнейших в мире, с более чем 100 000 программных продуктов.
У любого материала есть обсуждения, которые часто вырастают до огромных размеров, превращаясь во флейм. Слэшдот работает на собственной CMS, специально модифицированной для поощрения содержательных комментариев и борьбы с троллингом.

## История
Слэшдот был основан в сентябре 1997 года Робом Мальда (CmdrTaco), затем был приобретён компанией VA Software (владелицей сайта SourceForge.net). Сайт активно развивался, пережил крупномасштабную эпидемию троллинга и достиг пика популярности в 2005 году, после чего его популярность и количество комментариев начали снижаться.